# 6498 Ko
6498 Ko este un asteroid din centura principală de asteroizi.

## Descriere
6498 Ko este un asteroid din centura principală de asteroizi. A fost descoperit pe 26 octombrie 1992 la Kitami de Kin Endate și Kazuro Watanabe. El prezintă o orbită caracterizată de o semiaxă mare de 2,28 ua, o excentricitate de 0,17 și o înclinație de 8,0° în raport cu ecliptica.